# Naranjito (Ekwador)
Naranjito – miasto w Ekwadorze, w prowincji Guayas, stolica kantonu Naranjito.
Miejscowość został założona w 1750 roku. Przez miasto przebiega droga krajowa E488. Patronem miasta jest Matka Boska Bolesna.